# دایکی تاکاماتسو
دایکی تاکاماتسو (به انگلیسی: Daiki Takamatsu) بازیکن فوتبال اهل ژاپن و عضو تیم ملی فوتبال ژاپن است که در تاریخ ۱۵ نوامبر ۲۰۰۶ میلادی اولین بازی ملی‌اش را انجام داد. او در ۲ بازی ملی حضور داشت و آخرین بازی ملی خود را در تاریخ ۲۲ اوت ۲۰۰۷ میلادی انجام داد. دایکی تاکاماتسو در بازی‌های ملی‌اش
گلی به ثمر نرساند.